# Зеддінер-Зе
Зеддінер-Зе (нім. Seddiner See) — громада в Німеччині, розташована в землі Бранденбург. Входить до складу району Потсдам-Міттельмарк.
Площа — 24,03 км2. Населення становить 4511 ос. (станом на 31 грудня 2020).

## Демографія
- Динаміка населення з 1875 року в сучасних кордонах (Синя лінія: населення; Пунктир: відносна порівняльна динаміка населення землі Бранденбург; Сірий фон: період Третього рейху; Помаранчевий фон: період НДР)
- Динаміка населення (синя лінія) і прогнози

| Рік  | Населення |
| ---- | --------- |
| 1875 | 438       |
| 1890 | 434       |
| 1910 | 589       |
| 1925 | 1 091     |
| 1939 | 1 806     |
| 1950 | 2 711     |
| 1964 | 2 692     |

| Рік  | Населення |
| ---- | --------- |
| 1971 | 2 755     |
| 1981 | 3 747     |
| 1985 | 3 921     |
| 1990 | 4 167     |
| 1995 | 4 268     |
| 2000 | 4 339     |
| 2005 | 4 279     |

| Рік  | Населення |
| ---- | --------- |
| 2010 | 4 198     |
| 2015 | 4 349     |
| 2016 | 4 444     |
| 2017 | 4 606     |
| 2018 | 4 590     |
| 2019 | 4 551     |
| 2020 | 4 511     |

Джерела даних вказані на Wikimedia Commons.